# Kalle Jalkanen
Kalle Jalkanen (ur. 10 maja 1907 w Suonenjoki, zm. 5 września 1941 w Kirjasalo) – fiński biegacz narciarski, złoty medalista olimpijski oraz czterokrotny medalista mistrzostw świata.

## Kariera
Igrzyska w Garmisch-Partenkirchen w 1936 roku był pierwszymi i zarazem ostatnimi igrzyskami w jego karierze. Wspólnie z Klaesem Karppinenem, Mattim Lähde i Sulo Nurmelą zdobył złoty medal w sztafecie 4 × 10 kilometrów. Na tych samych igrzyskach zajął także 12. miejsce w biegu na 18 km techniką klasyczną.
W 1937 roku wystartował na mistrzostwach świata w Chamonix. W startach indywidualnych zdobył srebrny medal w biegu na 18 km stylem klasycznym, ulegając jedynie Larsowi Bergendahlowi z Norwegii, a w biegu na 50 km zajął czwarte miejsce przegrywając walkę o brązowy medal z Vincenzo Demetzem z Włoch o zaledwie 6 sekund. Ponadto wraz z Pekką Niemim, Jussim Kurikkalą i Klaesem Karppinenem zdobył kolejny medal w sztafecie, tym razem srebrny. Rok później, podczas mistrzostw świata w Lahti został mistrzem świata na dystansie 50 km stylem klasycznym. Na tych samych mistrzostwach wywalczył brązowy medal w biegu na 18 km, w którym wyprzedzili go zwycięzca Pauli Pitkänen z Finlandii oraz drugi na mecie Alfred Dahlqvist ze Szwecji. Na mistrzostwach świata w Zakopanem zajął czwarte miejsce w biegu na 18 km, ustępując Szwedowi Carlowi Pahlinowi w walce o brązowy medal. Startował także na mistrzostwach świata w Cortina d’Ampezzo w 1941 roku zajmując ósme miejsce w biegu na 50 km. Podczas spotkania we francuskim mieście Pau, FIS zadecydowała jednak, że wyniki z tych mistrzostw nie będą wliczane do klasyfikacji ogólnej, gdyż liczba zawodników była zbyt mała.
Służył w fińskiej armii w stopniu kaprala w czasie wojny kontynuacyjnej z ZSRR. Zginął podczas jednej z misji 5 września 1941 roku od wybuchu miny w okolicach miejscowości Kirjasalo (obecnie Lembołowo w Rosji).

## Osiągnięcia

### Igrzyska olimpijskie
| Miejsce | Dzień     | Rok  | Miejscowość            | Konkurencja             | Wynik   | Strata | Zwycięzca           |
| ------- | --------- | ---- | ---------------------- | ----------------------- | ------- | ------ | ------------------- |
| 1.      | 10 lutego | 1936 | Garmisch-Partenkirchen | Sztafeta 4 × 10 km      | 2:41:33 | -      | -                   |
| 12.     | 12 lutego | 1936 | Garmisch-Partenkirchen | 18 km stylem klasycznym | 1:14:38 | +4:49  | Erik August Larsson |

### Mistrzostwa świata
| Miejsce | Dzień     | Rok  | Miejscowość | Konkurencja             | Czas biegu | Strata | Zwycięzca       |
| ------- | --------- | ---- | ----------- | ----------------------- | ---------- | ------ | --------------- |
| 2.      | 14 lutego | 1937 | Chamonix    | 18 km stylem klasycznym | 1:11:21    | +1:11  | Lars Bergendahl |
| 4.      | 16 lutego | 1937 | Chamonix    | 50 km stylem klasycznym | 3:36:58    | +9:47  | Pekka Niemi     |
| 2.      | 18 lutego | 1937 | Chamonix    | Sztafeta 4 × 10 km      | 3:06:07    | +0:57  | Norwegia        |
| 3.      | 25 lutego | 1938 | Lahti       | 18 km stylem klasycznym | 1:09:37    | +1:19  | Pauli Pitkänen  |
| 1.      | 27 lutego | 1938 | Lahti       | 50 km stylem klasycznym | 4:06:09    | -      | -               |
| 4.      | 15 lutego | 1939 | Zakopane    | 18 km stylem klasycznym | 1:05:30    | +2:12  | Jussi Kurikkala |